# Tomás Canavery
Tomás Onésimo Canavery (Buenos Aires, 14 de febrero de 1839 - 13 de septiembre de 1913) fue un capellán castrense argentino.

## Biografía
Tomás Canavery se ordenó como sacerdote en el seminario de San Lorenzo (provincia de Santa Fe). Fue incorporado al ejército argentino de Juan Manuel de Rosas, y siendo muy joven (12 años) participó en la batalla de Caseros (3 de febrero de 1852), donde estuvo a punto de morir a manos del mercenario español José Pons Ojeda (que en esa época se hacía llamar «León de Palleja») y sus secuaces uruguayos, que estaban al mando de Justo José de Urquiza. Al producirse la revolución del 11 de septiembre de 1852, se incorporó a los defensores de Buenos Aires contra el sitio impuesto por los federales.
En 1857 ingresó a la orden franciscana; tres años más tarde falleció su padre, por lo que abandonó los hábitos para sostener a su familia. Al año siguiente volvió al clero, esta vez al seminario conciliar de Buenos Aires, donde se ordenó sacerdote en 1864.
En 1865 estalló la Guerra de la Triple Alianza, e inmediatamente se presentó como capellán voluntario al Ejército Argentino. Fue el primer vicario castrense de esas fuerzas; con el grado de mayor marchó al frente. Su misión fue reconfortar las almas de los combatientes, así como ayudar a los heridos durante las batallas. Estuvo presente en las batallas de Yatay, Estero Bellaco, Tuyutí, Yataytí Corá, Curupaytí y Lomas Valentinas.
Fue ascendido a teniente coronel en el mismo campo de batalla, por su heroico accionar en el combate de Lomas Valentinas. A los pocos días fue reconocido vicario general del ejército en campaña.
Terminada la guerra, Canavery fue parte de las fuerzas de ocupación en el Paraguay y posteriormente de la gobernación del Chaco. En 1871 fue nombrado cura párroco del pueblo de Ramallo, en la provincia de Buenos Aires, pero no asumió el cargo.
Regresó a Buenos Aires poco antes de la campaña contra la Revolución de 1874, en la cual asistió a los combatientes leales al presidente Nicolás Avellaneda. Tres años más tarde fue dado de baja del escalafón militar sin que mediara ley ni decreto, simplemente eliminando la partida de gastos correspondiente del presupuesto.
Fue capellán de la penitenciaría nacional, y poco después asumió como cura párroco de Ramallo. Tuvo la suerte de poder equipar la parroquia con fondos provenientes de un premio de la Lotería Nacional.
Regresó al Ejército Argentino con el grado de coronel, pocos días después de la Revolución del Parque, en que el capellán del Ejército fue acusado de haber estado complicado. En 1897 obtuvo el retiro como capellán militar y se hizo cargo de una parroquia de la capital.
Ricardo Gutiérrez, compañero de Canavery durante la Guerra del Paraguay, dedicó el poema "El Misionero" por su accionar en aquel doloroso combate de Lomas Valentinas.
Sus restos descansan en el panteón de los guerreros del Paraguay en el Cementerio de la Recoleta.

## Enlaces
- Biografía de Enrique Mosconi, en la página del Museo Roca de Buenos Aires.
- Listado de guerreros del Paraguay editado por la Asociación Argentina Descendientes de Guerreros del Paraguay.
- https://familysearch.org/pal:/MM9.3.1/TH-1-11561-21814-42?cc=1974184&wc=M94D-83Z:196656208
- https://familysearch.org/pal:/MM9.3.1/TH-1-12146-34874-64?cc=1974184&wc=M94D-Z76:126023703
- https://familysearch.org/pal:/MM9.3.1/TH-1-11343-10767-81?cc=1974184&wc=M94D-ZZ2:1271506823

- Datos: Q2886551
- Multimedia: Tomás Canavery / Q2886551